# Commission géologique du Canada
Pour les articles homonymes, voir GSC.

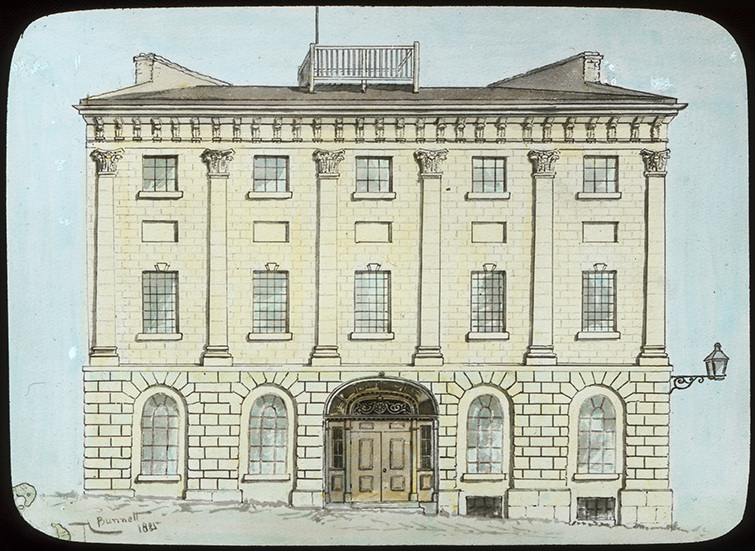
Dessin de l'édifice de la Commission géologique du Canada, 1852-1874

La Commission géologique du Canada (CGC ; en anglais : Geological Survey of Canada, GSC) fait partie du secteur des sciences de la Terre de Ressources naturelles Canada. Elle est responsable de la collecte de données géologiques au Canada, ainsi que du développement des ressources naturelles du Canada et de la protection de l'environnement. Fondée en 1842, il s'agît d'une des plus anciennes organisation scientifique au Canada. 

## Histoire

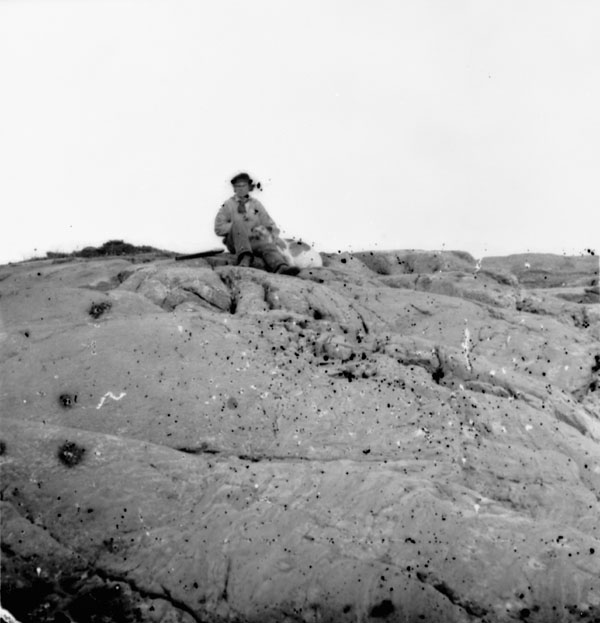
Membre de l'expédition de James Richardson pour la Commission géologique du Canada (CGC) à Terre-Neuve et Labrador, 1860. Il s'agît de la première photographie de terrain prise pour le compte de la CGC.

En septembre 1841, l'assemblée de la province du Canada passa une résolution autorisant l'attribution à la monarchie d'une somme de 1 500 £ en compensation du coût estimé de la réalisation de la cartographie de la province. En 1842, la Commission géologique du Canada fut créée pour répondre à cette demande. William Edmond Logan qui était à Montréal à l'époque, fit savoir qu'il serait intéressé de participer à l'expédition. Grâce aux recommandations d'éminents scientifiques britanniques, Logan fut nommé le directeur de la CGC le 14 avril 1842. Quatre mois plus tard, Logan arriva à Kinston, en Ontario pour rassembler les connaissances déjà existantes sur la géologie du Canada. Au printemps 1843, Logan établit le siège de la Commission à Montréal.

## Personnalités ayant œuvrés pour la CGC
- James Richardson
- William Edmond Logan
- Albert Peter Low
- Robert Bell